# Hernán Gené
Hernán Gené de Lucca (Buenos Aires, 24 de mayo de 1960) es un actor, dramaturgo, director de teatro contemporáneo y docente argentino.  
Es miembro de la Academia de las Artes Escénicas de España

## Primeros Pasos
Nació en 1960, en Buenos Aires. Es hijo del actor y director Juan Carlos Gené y de la actriz María de Lucca, y nieto del violinista Pascual de Lucca.
Creció entre los bastidores de los teatros, ensayos, grabaciones de TV, filmaciones y demás, así que la elección de su profesión fue una extensión de un modo de vida ya establecido desde la infancia.
A los 13 años trabajó como asistente en el Teatro Lasalle, donde tomó contacto con el grupo musical Les Luthiers, que lo contrató como ayudante para las dos siguientes temporadas. A partir de esa experiencia continuó su formación como ayudante de varios directores de escena, y en clases con Víctor Bruno, Mónica Ramos y Gachi Leibowich, en su Escuela de Teatro Integral de la que egresó en 1981. Debutó como actor en 1979 en una versión de Macbeth escrita y dirigida por Carlos Somigliana.
Trabajó en películas como Plata dulce (1982), de Fernando Ayala, y en series de televisión como Los Gringos (1984), dirigida por David Stivel, junto a Miguel Ángel Solá y Bárbara Mujica, o El precio del poder (1992-1993 y 2002) de Hugo Moser, junto a Federico Luppi y Gianni Lunadei. 
También participó en películas producidas por Roger Corman, como The Warrior and the Sorceress (1984) y El ojo de la tormenta (1988).

## Trayectoria

### El Clú del Claun
Después de haber reunido experiencia en el teatro profesional ortodoxo, el cine y la televisión, funda en 1984 el grupo El Clú del Claun junto a Batato Barea, Gabriel Chame Buendia, Guillermo Angelelli, Cristina Martí y Daniel Miranda y dirige el primer montaje del grupo: Arturo, basada en la leyenda del Rey Arturo. El espectáculo se convierte inmediatamente en un éxito en la cartelera porteña, y así el grupo consigue afianzarse y establecerse como un punto de referencia para el teatro argentino de los años 82.
A este espectáculo siguieron Escuela de Payasos, ¡Esta me la vas a pagar…!, La historia del teharto, 1789 Tour, Superrutinas ‘75, El burlador de Sevilla.
El grupo se disuelve en 1991.

### La Cuadrilla
Paralelamente al Clú del Claun, Hernán Gené forma otra agrupación, en la que pudieran tener cabida las experiencias que El Clú del Claun no acepta: Con La Cuadrilla (Eduardo Bertoglio, Horacio Gabín, Rubén Panunzio y Daniel Miranda, además de él mismo), Hernán Gené crea los espectáculos La vuelta al mundo en 80 días, La isla del tesoro, La aurora en Copacabana, Trilogy (A Shakespeare Expereance) y Alarma entre las ánimas. Así se afianza como director de teatro especial, personal e iconoclasta.
La cuadrilla formó parte del elenco del programa de televisión De la cabeza, el cual, en 1992, instauró una nueva forma de realizar programas de humor.

### España
Desde 1997, Hernán Gené vive en Madrid, desde donde ha desarrollado una intensa labor creativa y docente que se proyecta a tres continentes. Ha dirigido y montado espectáculos más de 60 espectáculos, y ha dictado talleres sobre el clown y teatro físico en Europa como en Latinoamérica y en África
Su espectáculo de clowns Sobre Horacios y Curiacios, basado en la obra de Bertolt Brecht, ganó el Premio Max 2005 (VIII Edición) al mejor espectáculo y estuvo nominado a la mejor adaptación.

### Docente
Dicta talleres y seminarios de teatro físico, dramaturgia y clown por todo el mundo.
- De 1999 a 2021. Profesor de Teatro Físico Aplicado al Circo, en el Curso Anual de Técnicas Circenses de la Escuela de Circo Carampa, Madrid.
- De 2006 a 2019. Director de su propia escuela de teatro, Estudio Hernán Gené.
- 2014-2018. Profesor de Teatro Físico Aplicado al Circo en la Universidad Rey Juan Carlos, de Madrid.
- 2017. Profesor de Presencia Escénica para Músicos, en la Universidad de Berklee, Valencia Campus.
- De 2000 a 2003. Jefe del Departamento de voz y cuerpo de la Escuela del Actor, Madrid.

## Publicaciones
Realiza una intensa labor como dramaturgo y adaptador de obras teatrales, y ha publicado su introducción a una nueva edición de Arlequín, servidor de dos patrones, de Carlo Goldoni, traducida por Carlos Sampayo en Editorial Gauderio, de Buenos Aires, en 2014.
Hernán Gené escribe los siguientes libros:
- La dramaturgia del clown Editorial Paso de gato, de México, 2015. Edición en Inglés publicada en 2021 (Clown Dramaturgy Ediciones Clownplanet)
- El arte de ser payaso Editorial Paso de gato (México) y Artezblai (España), 2016. (Premio Teatro del Mundo al mejor ensayo de 2017. Otorgado por la Universidad de Buenos Aires)
- Esto NO es teatro Editorial Esperpento (España) 2018.
- Tiempo de payasos. Memorias de El Clú del Claun Ediciones UBA y CCC, Buenos Aires, Argentina, 2018.
- Artistas-investigadoras/es y producción de conocimiento desde la escena. Una filosofía de la praxis teatral, Jorge Dubatti. Lima 2020. Editorial de la Escuela Nacional Superior de Arte Dramático Guillermo Ugarte Chamorro. (El clown y las nuevas dramaturgias, pp. 135-159. Improvisación, técnica y expresión teatral, pp.161-190)

Gené también colabora habitualmente con diferentes revistas especializadas escribiendo artículos sobre técnica teatral, clown y circo.

## Premios
- 2017. Premio Teatro del Mundo al mejor ensayo de 2017, otorgado por la Universidad de Buenos Aires por El arte de ser payaso.
- 2017. Premio Teatro del Mundo al Mejor Espectáculo Extranjero de 2106-2017, otorgado por la Universidad de Buenos Aires por Mutis.
- 2016. 2º Premio en la XIV edición del Festival de Teatro Clásico de Morataláz, España por George Dandin, de Moliere.
- 2005. Premios Max al mejor espectáculo por Sobre Horacios y Curiácios, de Brecht.
- 2005. Nominado a los Premios Max a la mejor adaptación por Sobre Horacios y Curiácios, de Brecht.

## Director de teatro
- AKA Hamlet, Producciones HG, 2022
- Las trágicas payasas de Shakespeare, Cía. Estudio Hernán Gené, 2022
- El coloquio de las Perras, Cía. Estudio Hernán Gené, 2021
- Mil novecientos setenta sombreros, Teatro Circo Price, 2020
- El corazón hambriento como el mar, Cía. Estudio Hernán Gené, Festival Surge, 2020
- Las manos en la lluvia, Cía. Estudio Hernán Gené, 2020
- Pericles, príncipe de Tiro, Festival de Teatro Clásico de Mérida y FIDAE, 2019
- El mundo según Burton, Cía. Estudio Hernán Gené, 2018
- Goose, Cía La Cavalgade en Scene. Suiza, 2018
- Perdonen que no me levante, Cía. Diego el de la Gloria. España, 2017
- El gato que salta y el gato que cae. Un experimento con el tiempo, Cía. Estudio Hernán Gené, 2017
- Ex Aequo, Cía La Cavalgade en Scene. Suiza, 2016
- Mutis, de Hernán Gené, 2016.
- George Dandin, de Molière, Cía. Estudio Hernán Gené, 2015.
- Ionesco 4G, 2015.
- Seis Cenicientas en busca de un autor, 2014.
- La excursión. Compañía Teatro Cualquiera, 2014.
- Desmontando a Shakespeare. Kubik Fabrik, 2014.
- La biblioteca de Scardanelli, 2013.
- Tartufo, de Molière. La Zona Producciones, 2011.
- Los cazadores de Thè, 2010.
- Piedras en los bolsillos, La Zona Producciones, 2009.
- El potaje de Don Evencio, 2009.
- Remedios santos, Peripecia Teatro, 2008.
- PayaSOS, Compañía La sonrisa, 2007.
- Cuentos de las mil y una noches, para la Compañía Octopusi, de Marbella, 2006.
- Desmontando a Shakespeare, Kubik Fabrik, 2006.
- Cuentos de las mil y una noches, 2006.
- Sobre Horacios y Curiacios, a partir de la obra de Bertolt Brecht.  Teatro de La Abadía, 2004.[1]
- My one and only love, solo de clown, 2003.
- La sombra negra, con Extra-Vagante Teatro, 2002.
- Odiosos Dioses (para una versión clown de La Odisea, de Homero), 2002.
- Con una sola mano (visión Extra-Vagante de tres entremeses de Cervantes), 2001.
- Algodoau, con Ramón Merlo, 2000.
- Hamlet ¿eres o te haces?, 1999.
- La azarosa vida de Saturno de Banfield, para el Teatro Municipal General San Martín, 1995.
- Alarma entre las ánimas, de Eduardo Bertoglio y Hernán Gené, en coproducción con el Teatro Municipal General San Martín, 1995.
- Trilogy, a Shakespeare Experience, de William Shakespeare, 1994.
- La isla del tesoro, de R. L. Stevenson, 1991.
- La aurora en Copacabana, de Calderón de la Barca, 1992.
- La vuelta al mundo en 80 días, de Julio Verne. En coproducción con el Teatro Municipal General San Martín, 1990.
- La isla del tesoro, de R. L. Stevenson, 1989.
- Arturo, de El Clú del Claun, 1985.

## Director de circo
- SATISFACTION, Espectáculo de circo. AM Carampa. España, 2021
- CIRCe, Espectáculo de circo. AM Carampa. España, 2019
- Cirks Pir, Espectáculo de circo. AM Carampa. España, 2018
- Low Cost, Espectáculo de circo. AM Carampa. España, 2017
- Usher, Espectáculo de Circo. AM Carampa, 2016.
- Brothers, A.M. Carampa, 2014.
- É bom que você veio, Rose Batistella, 2013.
- Un poco de todo… y algo de., Tres puntos y aparte, 2009.
- Kamikaze, (Teatro y Circo) Centro Dramático Gallego y Pistacatro Producciones, 2007.
- Sigue el Baile, A.M. Carampa, 2006.
- Falando serio, Payasos sin fronteras, 2006.
- Enigami, A.M. Carampa, 2005.
- PBK (El paseo de Búster Keaton, de García Lorca), A.M. carampa, 2004.

## Actor de teatro
- AKA Hamlet, Producciones HG, 2022
- Mil novecientos setenta sombreros, Teatro Circo Price, 2020
- Pericles, príncipe de Tiro, de William Shakespeare, Festival Internacional de Teatro Clásico de Mérida y FIDAE, 2019
- El mundo según Burton, Cía. Estudio Hernán Gené, 2018
- Mutis, Cía. Estudio Hernán Gené, 2016.
- La biblioteca de Scardanelli, Cía. Estudio Hernán Gené, 2013.
- Tartufo, de Molière. La Zona Producciones, 2011.
- Los Cazadores de Thè, Kubik Fabrik, 2010.
- Alle Tiders Pragtfulde Aldre, dir. Tage Larsen (Odin Teatret), 2005.
- My one and only love, (Solo de clown), 2003.
- Dandin, de Molière, dir. Jorge Eines. Cía. Ensayo 100, 2000.
- Borges. Los paraísos perdidos, dir. Jorge Eines, Cía. Ensayo 100, 1999.
- Trabajos de amor perdidos, de William Shakespeare, Dirección Elena Pimenta con el grupo “UR”, 1997
- Alarma entre las ánimas, de Eduardo Bertoglio y Hernán Gené, en coproducción con el Teatro Municipal General San Martín, 1995.
- Trilogy, a Shakespeare Experience, de William Shakespeare, 1994.
- La isla del tesoro (Hard version), de R. L. Stevenson, 1991.
- La historia del Teharto, dir. de Juan Carlos Gené, 1989.
- 1789 Tour, dir. de Alain Gautré, 1989.
- El burlador de Sevilla, dir. de Roberto Villanueva, 1988.
- ¡Esta me la vas a pagar...!, El Clú del Claun, 1987.
- Superrutinas ‘75, El Clú del Claun, 1987.
- Escuela de payasos, dir. de Juan Carlos Gené, 1985